# Cour d'appel de Riom
La cour d'appel de Riom connaît des affaires venant des tribunaux de son ressort qui s'étend sur les départements de l'Allier, du Cantal, de la Haute-Loire et du Puy-de-Dôme, c'est-à-dire l'ensemble de l'ancienne région d'Auvergne, associée depuis 2015 avec l'ancienne région Rhône-Alpes pour devenir Auvergne-Rhône-Alpes.

## Historique
Le palais de Justice de Riom a été construit sur le site du palais des ducs d'Auvergne. Ce palais avait été le siège des principales juridictions royales d'Auvergne jusqu'à la Révolution : la généralité de Riom créée en 1542, la sénéchaussée d'Auvergne, en 1551, le présidial, en 1552.
Cette vocation judiciaire du palais est conservée après la Révolution avec la création d'un simple tribunal de district en 1790. Le palais est alors aménagé par l'architecte Claude-François-Marie Attiret. Le 17 mars 1800, grâce à l'appui de Bonaparte, Riom obtient le siège d'un tribunal supérieur prévu par la  constitution du 22 frimaire an VIII promulguée le 28 février 1800. Le Sénatus-consulte du 18 mai 1804 a créé la Cour d'Appel de Riom. Elle prend le nom de Cour Impériale en 1811, puis de Cour Royale, en 1814, après le retour des Bourbons. En 1820, l'architecte Attiret a divisé la Sainte-Chapelle en deux niveaux par un plancher pour installer une 2e chambre au premier niveau et les archives au second. En 1822, l'architecte Attiret a proposé un projet de réparations et d'agrandissement des bâtiments avec la démolition de la tour Bonan, grosse tour circulaire, qui avait fait partie du château construit par Alphonse de Poitiers. Il prévoyait un portique pour relier les corps de bâtiments est et ouest. Le projet a été approuvé le 3 avril 1823 par le ministre de l'Intérieur.
Après la mort de l'architecte Attiret, le 17 janvier 1823, l'architecte Guillaume-Thérèse-Antoine Degeorge (1787-1868), ancien élève de Charles Percier, est nommé par le préfet, le 3 avril 1823, pour réaliser les travaux approuvés. L'architecte Degeorge a commencé par établir deux plans, le premier conservant le tour Bonan et décrivant « ce qu'il faudrait faire si l'on conservait la tour », le second « ce que l'on pourrait faire dans le cas où elle serait détruite ». Malgré l'opposition de ceux qui voulaient conserver la tour Bonan, l'architecte a fait approuver sa démolition par le Conseil général du  Puy-de-Dôme. 
L'architecte a alors travaillé sur un nouveau plan présenté le 3 février 1824. Ce plan prévoit la construction du corps de bâtiment oriental sur lequel est prévue la façade principale sur le boulevard et d'un quatrième corps de bâtiment au sud, à agrandir côté cour le corps de bâtiment nord et à régulariser le corps occidental pour y placer un escalier d'honneur permettant d'accéder aux deux chambres civiles. Le projet soumis au Conseil des Bâtiments civils est critiqué dans son rapport du 28 février 1824. Il conseille à Degeorge de « se reporter, sans influence étrangère, au souvenir des études qu'il [avait] faites à Paris, et encore à celui du palais Farnèse à Rome » pour y trouver des inspirations. L'architecte a présenté un nouveau projet le 20 avril 1824. Le corps de bâtiment occidental du palais de Justice est prévu dans l'alignement de la Sainte-Chapelle.
La construction de la nouvelle cour d'appel a duré dix-sept ans. Les magistrats ont continué à rendre la justice au milieu d'un chantier qui doit tenir compte des modifications demandées par les demandes des bâtiments civils, des impératifs financiers entraînant sans cesse des modifications du projet. Le corps de bâtiment occidental est construit par l'entreprise d'Antoine Raymond entre 1825 et 1828 avec l'escalier d'honneur. La tour Bonan est détruite en 1826. En 1828, Rohault, inspecteur général des bâtiments civils a demandé une modification du projet en prévoyant une cour intérieure carrée, entraînant d'avancer le corps oriental de 3 m. vers le boulevard. Un deuxième projet est présenté par Degeorge. Le corps de bâtiment méridional et la partie sud du corps oriental sur le boulevard sont construits entre 1829 et 1834. En 1835, l'architecte Degeorge construit un portail à bossages sur le boulevard. Le portique et la partie haute du corps septentrional sont élevés entre 1835 et 1839, mais il a alors proposé de reconstruire la totalité du corps septentrional, écrivant qu'il faut « le remettre d'équerre avec tous les autres, ce qui en outre de la régularité, condition toujours à rechercher dans les constructions, surtout pour les édifices publics, donnerait un moyen facile d'améliorer beaucoup différents services ». Ces travaux ont été réalisés en 1840 et 1841. Les salles d'audience et la façade nord sont reconstruites et la façade ouest prolongée. Des aménagements extérieurs - abaissements des niveaux du boulevard, de la cour du Tribunal, au nord, de la rue Saint-Louis, à l'ouest - sont entrepris entre 1843 et 1850.
L'architecte Degeorge a présenté en 1842 un devis pour la restauration de la Sainte-Chapelle, qui n'a plus de fonction judiciaire, pour la rendre au culte. Il a dressé un projet de restauration en 1847. En 1848, sa santé déclinant, il a proposé de confier sa restauration à son adjoint, l'architecte Aymon Mallay. L'architecte Degeorge est mort en 1868.
Napoléon III a visité la Cour d'Appel le 5 juillet 1862. Un tableau rappelant cette visite peint en 1867 par Charles-Philippe-Auguste de Larivière (1798-1876) se trouve aujourd'hui dans la salle d’audience de la 1re chambre.
Pour des raisons climatiques, l'architecte Agis Léon Ledru a fait poser des vitrages pour fermer les grandes arcades, du côté bordant la cour  intérieure.
C'est en ce lieu que se déroula le procès de Riom, jamais achevé, qui s’est déroulé durant la Seconde Guerre mondiale, du 19 février au 15 avril 1942.

## Organisation

### Premiers présidents
- 1980-1981 : Pierre Estoup[1]

[…]
- 1990-1999 : Jean Vayrac

[…]
- depuis 2016 : Françoise Bardoux
- Depuis 2020 : Sophie DEGOUYS

### Procureurs généraux
- depuis 2014 : Joëlle Rieutort

## Tribunaux du ressort
| Départements | 6 tribunaux judiciaires        | 4 tribunaux de proximité | 7 conseils de prud'hommes     | 5 tribunaux de commerce |
| ------------ | ------------------------------ | ------------------------ | ----------------------------- | ----------------------- |
| Allier       | - Cusset - Moulins - Montluçon | - Vichy                  | - Moulins - Montluçon - Vichy | - Cusset - Montluçon    |
| Cantal       | - Aurillac                     | - Saint-Flour            | - Aurillac                    | - Aurillac              |
| Haute-Loire  | - Le Puy-en-Velay              |                          | - Le Puy-en-Velay             | - Le Puy-en-Velay       |
| Puy-de-Dôme  | - Clermont-Ferrand             | - Riom - Thiers          | - Riom - Clermont-Ferrand     | - Clermont-Ferrand      |

## Anecdote
C'est dans cette cour que certains de ses arrêts, rédigés dans un style pittoresque, ont été rendus par Jean-Dominique Alzuyeta,.